# Thegan di Treviri

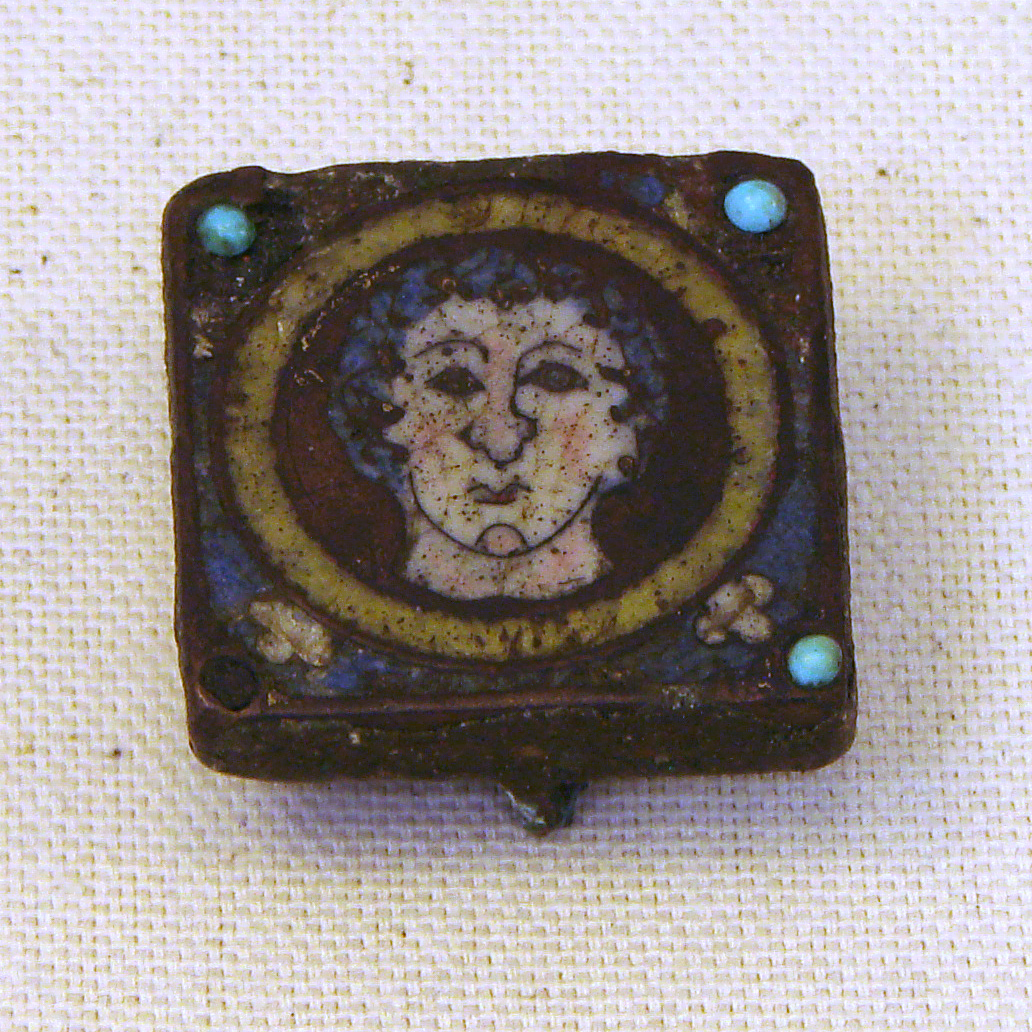
Fibula del periodo carolingio: rame, oro e turchese trovati a Chalandry, oggi museo di Laon.

Thegan di Treviri, o Degan di Treviri (prima dell'800 – 20 marzo 850 circa), fu un corepiscopo franco e autore delle Gesta Hludowici imperatoris, una delle principali fonti per la vita dell'imperatore Ludovico il Pio, il figlio e successore di Carlo Magno.

## Biografia
Si sa molto poco della vita di Thegan (il cui nome, in antico alto tedesco significa "combattente", l'altra versione del suo nome, Theganbert, invece, in antico alto tedesco significa "il famoso combattente") ; sembra che provenisse da una nobile famiglia franca nella regione del Medio Reno-Mosella. Potrebbe essere stato istruito nell'abbazia di Lorsch. Tutto ciò che è certo, è che nell'825 era corepiscopo di Treviri (comunque non prima dell'814) e probabilmente, entro l'842, praepositus del monastero di San Cassio a Bonn. Menzionato per l'ultima volta nell'848, Rutgar appare come prevosto al posto di Thegan in un documento per l'abbazia di Bonn datato 1º luglio 853; da ciò si deduce che Thegan morì tra l'849 e l'852. Il giorno e il mese della sua morte, il 20 marzo, è registrata nel più antico necrologio dell'abbazia di San Massimino vicino a Treviri.
Egli era anche un caro amico di Valafrido Strabone, che fu il primo curatore delle Gesta di Thegan e le divise in capitoli, proprio come fece con Vita Karoli di Eginardo. Valafrido gli diede anche il nome con cui è conosciuto: Gesta et Laudes ("Gesta e Lodi"), che menziona nel suo prologo.
Sopravvivono alcune poesie e una singola lettera di Thegan. Questa lettera fu scritta a un Hatto che era un conte nella regione renana di Kreuznach e un importante intermediario nel tentativo di riconciliare Ludovico il Pio con suo figlio Ludovico II il Germanico a metà degli anni '30 dell'800. Questa preoccupazione per promuovere l'accordo tra Ludovico e suo figlio è altrettanto evidente nelle Gesta.
Thegan morì tra l'848 e l'853.

## Gesta Hludowici Imperatoris
Thegan scrisse la sua storia di Ludovico il Pio, traducibile in "Le gesta dell'Imperatore Ludovico", nell'836-7. Le Gesta terminano nell'estate dell'835 ma è presente una continuazione di un anonimo, forse di un monaco dell'abbazia di San Castore di Coblenza, il quale aggiunse gli anni 836 e 837. Il testo presenta una narrazione in latino non raffinato, secondo gli standard dell'epoca, scritta con intenti esortativi e basata non su documenti scritti ma sulla conoscenza personale e sulla notizie riportate di abati amici come Adalung di Lorsch, Grimaldo di Weißenburg, Marcovaldo di Prüm. Precedute da un breve prologo di Valafrido Strabone, i Gesta iniziano con un racconto su sant'Arnolfo di Metz, descrive le vicende dei fratelli di Ludovico e fornisce un racconto dettagliato del regno di questo durante gli anni 814-835. L'autore conosceva la Vita Karoli di Eginardo e basò la composizione della sua opera su questa, anche se non riuscì a raggiungere la sua qualità letteraria.
Il testo è chiaramente di parte e volto a difendere l'agire di Ludovico di fronte a suoi critici. infatti i meriti dello stesso sono esaltati, sebbene i suoi consiglieri e lo scarso giudizio del sovrano nel seguire i loro consigli siano criticati, mentre le azioni del figlio primogenito, Lotario, e di un certo numero di vescovi, in particolare il vescovo Ebbone di Reims, sono aspramente criticate. La rappresentazione di Ebbone da parte di Thegan è così virulenta che Valafrido ritiene necessario giustificarla nel suo breve prologo. Il testo, scritto in contemporanea con una forte tensione politica, prende non solo le difese del sovrano, come già precedentemente segnalato, ma vuole anche tentare di impedire attraverso lo scritto un eventuale ritorno sulla cattedra dell'arcivescovado di Reims di Ebbone mostrando le sue mancanze. La forte avversione di Thegan per Ebbone è stata attribuita dalla maggior parte degli storici moderni ai bassi natali di questo e al suo contributo alla ribellione che depose brevemente Ludovico, atto fortemente osteggiato da Thegan in quanto scelto da Dio. Più recentemente, Tremp ha suggerito che Ebbone stesse tentando di riformare la carica di corepiscopo e che questa era un'ulteriore ragione per cui incorse nell'odio di Thegan. Qualunque sia la ragione alla base di questo astio, è chiaro dal testo che l'antipatia di Thegan per Ebbone è di natura molto personale.

## Diffusione
Nei passaggi che non sono tendenziosi, il valore della fonte della biografia di Ludovico di Thegan è molto apprezzato. Così le Gesta Hludowici di Thegan hanno anche fortemente influenzato l'immagine di Ludovico il Pio fino ad oggi. Nonostante Valfrido, come già evidenziato in precedenza, prenda le distanze dalle critiche ad Abbone e giudichi il latino impiegato come grezzo, questo lo considerò un'ottima opera.
Il testo non fu letto molto durante la vita di Thegan, ma divenne molto più popolare durante il regno di Carlo il Calvo. Rosamund McKitterick ha suggerito che questo può essere visto alla preoccupazione dei successivi sovrani carolingi di costruire un'immagine storica per se stessi. In effetti, il testo di Thegan si trova più frequentemente come parte di manoscritti contenenti testi come gli Annales Regni Francorum, le genealogie dei Carolingi e una storia dei Troiani, e molto spesso la Vita Hludovici dell'autore anonimo noto come L'Astronomo.

## Edizioni moderne
Le Gesta è stata tradotta in tedesco da Ernst Tremp nella serie Monumenta Germaniae Historica: Scriptores in Rerum Germanicarum in usum Scholarum separatim editi. Una traduzione in inglese è disponibile nel volume Carolingian Civilization: A reader di Paul Dutton.